# Медаль Бенджамина Франклина
Медаль Бенджамина Франклина (англ. Benjamin Franklin Medal) — награда за научные и технические достижения, вручаемая с 1998 года Институтом Франклина (Филадельфия).
В 1998 году вручаемые этим институтом в течение десятилетий награды, названные в честь разных учёных, были переименованы в Медали Франклина. В настоящий момент каждый год награждение происходит в семи номинациях: «Химия», «Компьютерные и когнитивные науки», «Науки о Земле и окружающей среде», «Электротехника», «Биология», «Машиностроение и материаловедение», «Физика». Иногда отмечаются специалисты, добившиеся успеха в смежных областях, например строительстве высотных зданий (приз «Инженерное дело»). Из учёных, имеющих российское гражданство, этот приз получали: Рашид Алиевич Сюняев, Владимир Наумович Вапник. Один из награждённых, Лотфи Заде, родился в Азербайджанской ССР, прожил в нём первые 10 лет и впоследствии посещал научные конференции в СССР.
Ещё ранее, до учреждения единой Медали Бенджамина Франклина, с 1915 по 1997 годы Институтом Франклина присуждалась престижная Медаль Франклина (англ. Franklin Medal). Её лауреатами были всемирно известные учёные, дважды премии удостаивались представители российской науки: в 1944 году (в годы Второй мировой войны) — Пётр Леонидович Капица, в 1974 году (в годы Холодной войны) — Николай Николаевич Боголюбов.

## Лауреаты
| Год  | Лауреат                                             | Номинация                         | Обоснование награды |
| ---- | --------------------------------------------------- | --------------------------------- | --- |
| 1998 | Эммануэль Десурвир Пейн Дэвид Нил                   | Инженерное дело                   | За фундаментальный вклад и лидерство в разработке EDFA и успех проекта |
| 1998 | Лафлин, Роберт Цуи, Дэниел Штёрмер, Хорст           | Физика                            | Цуи и Штёрмер награждаются за объяснение экспериментов по дробному квантовому эффекту Холла, обнаружение корреляций в двумерных системах электронов, Лафлин награждается за теоретическую формулировку дробного квантового эффекта Холла, которая обнаружила полностью новое квантовое состояние высококоррелированного двумерного электронного газа в магнитном поле. |
| 1998 | Прузинер, Стенли                                    | Биология                          | За открытие и объяснение экспериментов по прионам, новому классу патогенов, которые вызывают разрушение головного мозга (англ.), что позволило понять эпидемию губчатой энцефалопатии крупного рогатого скота (коровьего бешенства) в Великобритании и её возможная передача людям. |
| 1998 | Зевейл, Ахмед                                       | Химия                             | За применение сверхбыстрых лазеров для исследования химических реакций, способствующих формированию новой области исследований под названием «фемтохимия». |
| 1999 | Хомский, Ноам                                       | Компьютерные и когнитивные науки  | За вклады в лингвистику и их влияние на информатику, и объяснение процессов мышления человека |
| 1999 | Энгельбарт, Дуглас                                  | Компьютерные и когнитивные науки  | За его выдающиеся вклады в компьютерные комплектующие и программное обеспечение, которые привели к революции в человеко-машинном взаимодействии. |
| 1999 | Камински, Вальтер                                   | Химия                             | За открытия, связанные с практическим применением металлоценового (англ.) катализа в формировании полиолефиновых (англ.) полимеров. |
| 1999 | Маршалл, Барри                                      | Биология                          | За его работу по идентификации роли бактерии Helicobacter pylori, понимание появления язв. |
| 1999 | Мазер, Джон Кромвелл                                | Физика                            | За его подход и управление экспериментами, подтвердившими спектр реликтового излучения после Большого взрыва. |
| 1999 | Шортхилл, Ричард                                    | Компьютерные и когнитивные науки  | За пионерские исследования в области волоконной оптики |
| 1999 | Тономура, Акира                                     | Физика                            | За развитие автоэлектронных эмиттеров высокой яркости, электронный голографической интерференционный микроскоп высокого разрешения и убедительное подтверждение эффекта Ааронова — Бома о зависимости векторного потенциала от фазы электронных волн |
| 1999 | Victor Vali                                         | Компьютерные и когнитивные науки  | Экспериментальная демонстрация волоконно-оптического гироскопа |
| 2000 | Кок, Джон                                           | Компьютерные и когнитивные науки  | За разработку набора команд RISC, который привел к революции в архитектуре компьютеров. |
| 2000 | Виман, Карл Кеттерле, Вольфганг Корнелл, Эрик Аллин | Физика                            | За их эпохальное экспериментальное подтверждение предсказания Бозе и Эйнштейна (1925), которые утверждали, на основании теоретических рассуждений, что разреженный газ может конденсироваться в большие квантово-механические системы и демонстрировать свойства, которые обычно встречаются только на атомном или молекулярном уровне. |
| 2000 | Gordon Danby James R. Powell                        | Машиностроение и материаловедение | За изобретение новой отталкивающей магнитно-левитирующей системы поезда с использованием сверхпроводящих магнитов и последующей работы в области. |
| 2000 | Eville Gorham                                       | Науки о Земле и окружающей среде  | За основополагающие вклады в понимание способов взаимодействия растений с их окружающей средой, использование этого знания для измерений влияния на состав воздуха, эффектов влияния состава воздуха на растения и окружающую среду в целом. |
| 2000 | Граббс, Роберт                                      | Химия                             | За разнообразные основополагающие вклады в значительное продвижение и расширение области метатезиса олефинов, уникальный процесс разрыва и создания углерод-углеродной связи (англ.), который значительно расширил возможности химиков по созданию широкого круга лекарств и других полезных сложных молекул, улучшенных каучуков и пластмасс для лабораторных и промышленных применений. |
| 2000 | Antoine Labeyrie                                    | Электротехника                    | За изобретение спекл-интерферометрии, которая позволяет большим наземным астрономическим телескопам достигнуть полной величины теоретических угловых разрешений, и за новаторскую работу в расширении метода Майкельсона для выполнения интерферометрии с длинными базами получить угловое разрешение порядка {\displaystyle 10^{-3}} угловых секунд. |
| 2001 | Фолкман, Джуда                                      | Биология                          | За создание направления исследований под названием «Ангиогенез» |
| 2001 | Гут, Алан Харви                                     | Физика                            | Предложение Инфляционной модели Вселенной |
| 2001 | Минский, Марвин Ли                                  | Компьютерные и когнитивные науки  | Разработка концептуальной модели разума; искусственный интеллект |
| 2001 | Шарплесс, Барри                                     | Химия                             | Развитие химии каталитического окисления (англ.) с надлежащей беспристрастностью |
| 2001 | Rob Van der Voo                                     | Науки о Земле и окружающей среде  | Вклады в область палеомагнетизма (англ.) и реконструкцию положений континентов |
| 2001 | Bernard Widrow                                      | Электротехника                    | Пионерская работа по адаптивной обработке сигналов (англ.); алгоритм построения фильтров по методу наименьших квадратов (англ.) |
| 2002 | Norman L. Allinger                                  | Химия                             | За новаторскую работу в области вычислительной химии, его основополагающий вклад в развитие молекулярной механики (англ.) серии силовых полей (англ.), их широко распространенное применение к фундаментальному пониманию молекулярной структуры (англ.) и энергетики, и их внедрение в качестве важного инструмента для практикующих химиков. |
| 2002 | Мэри-Делл Чилтон                                    | Биология                          | За её ключевые открытия и разносторонние вклады в развитие Ti-плазмида Agrobacterium tumefaciens в качестве основной векторной системы для генной инженерии растений. |
| 2002 | Иидзима, Сумио                                      | Физика                            | За открытие и освещение атомной структуры и винтовой характер многостенных и одностенных углеродных нанотрубок, которые оказали огромное влияние на быстро растущие области нанотехнологий, наноэлектроники, физики конденсированного состояния и материаловедения. |
| 2002 | Накамура, Сюдзи                                     | Инженерное дело                   | За его фундаментальные вклады в оптоэлектронную технологию нитрида галлия, которая привела к развитию синего/фиолетового лазерных диодов (англ.) и в реализации светодиодов высокой яркости. Эти устройства улучшили сегодняшнюю технологию и имеют потенциал для революции в индустрии освещения. Успех д-ра Накамура в эпитаксии нитрида галлия привел к началу исследований во всем мире в области полупроводниковых технологий нитрида галлия. |
| 2002 | Александра Навроцки                                 | Науки о Земле и окружающей среде  | За её широкий спектр достижений в кристаллохимии, весомые вклады в области энергии связей, исследования керамики и материалов, химических равновесий, геологии, петрологии мантии и термодинамики. Например, её выводы убедительно указали на состав материалов на глубине в сотни километров под поверхностью Земли, недоступных для непосредственного наблюдения. |
| 2002 | Lucy Suchman                                        | Компьютерные и когнитивные науки  | За её фундаментальный вклад в этнографический анализ, разговорный анализ (англ.) и совместные проектные методы (англ.) для разработки интерактивных компьютерных систем. Её методы разработки систем изменили парадигму проектирования интерактивных систем. |
| 2003 | Bishnu S. Atal                                      | Электротехника                    | За важную работу в области кодировании речи (англ.), включая концепцию кодирования «анализ речи через синтез», приведшую к созданию кодера CELP. |
| 2003 | Бакал, Джон Дэвис, Раймонд Косиба, Масатоси         | Физика                            | За их работу, приведшую к пониманию излучения нейтрино из Солнца (англ.). |
| 2003 | Гудолл, Джейн                                       | Биология                          | За новаторские исследования шимпанзе |
| 2003 | Робин Хохштрассер                                   | Химия                             | За новаторские разработки сверхбыстрой и многомерной (англ.) спектроскопии, и их применение для получения фундаментального понимания на молекулярном уровне динамики в сложных системах (конденсированных фаз и биомолекул), в том числе передача энергии в твёрдых телах, механизмов реакций в жидких растворах, привязка малых молекул к гемоглобину, и наблюдение за структурными изменениями в белках. |
| 2003 | Маккарти, Джон                                      | Компьютерные и когнитивные науки  | За многочисленные вклады в основания дисциплин искусственного интеллекта и информатики, включая разработку языка LISP, разработку интерактивного программирования с разделением времени и ключевые разработки по использованию формальной логики для «общих рассуждений» (англ.). |
| 2003 | Norman A. Phillips Joseph Smagorinsky               | Науки о Земле и окружающей среде  | За большой вклад в прогнозировании погоды и климата с помощью численных методов. Их основополагающие и пионерские исследования привели к первым компьютерным моделям погоды и климата, а также к пониманию общей циркуляции атмосферы, в том числе переносу тепла и влаги, которые определяют климат Земли. Кроме того, Смагоринский сыграл ведущую роль в создании нынешней глобальной сети наблюдений за атмосферой, а лидерские усилия Филлипса способствовали развитию эффективных методов использования данных наблюдений в системах обработки данных. |
| 2003 | Charles H. Thornton                                 | Инженерное дело                   | За его глубокое и творческое использование общих структурных элементов в дизайне строений с длиннопролетными конструкциями и высотных зданий, которое включает в себя самое высокое здание в мире, за его ведущую роль в исследованиях разрушения структур строений, связанных с переводом этих исследований разрушений в уроки для разработки безопасных структур, а также за его неустанные усилия, чтобы мотивировать школьников сделать карьеру в проектировании зданий и сооружений, архитектуре и строительной промышленности                         |
| 2004 | Роджер Бэкон                                        | Машиностроение и материаловедение | Оригинальный текст (англ.)for his fundamental research on the production of graphite whiskers and the determination of their microstructure and properties, for his pioneering development efforts in the production of the world’s first continuously processed carbon fibers and the world’s first high modulus, high strength carbon fibers using rayon precursors, and for his contributions to the development of carbon fibers from alternative starting materials.                                                                                   |
| 2004 | Гарри Баркус Грэй                                   | Химия                             | Оригинальный текст (англ.)for his pioneering contributions in the field of electron transfer in metalloproteins. |
| 2004 | Карп, Ричард Мэннинг                                | Компьютерные и когнитивные науки  | Оригинальный текст (англ.)for his contributions to the understanding of computational complexity. His work helps programmers find workable solution procedures, avoiding approaches that would fail to find a solution in a reasonable amount of time. Scientific, commercial or industrial situations where his work applies include establishing least-cost schedules for industrial production, transportation routing, circuit layout, communication network design, and predicting the spatial structure of a protein from its amino acid sequencing.  |
| 2004 | Robert B. Meyer                                     | Физика                            | Оригинальный текст (англ.)for his creative synthesis of theory and experiment demonstrating that tilted, layered liquid crystal phases of chiral molecules are ferroelectric, thus launching both fundamental scientific advancement in the field of soft condensed matter physics and the development of liquid crystal displays that meet the demands of current technology. |
| 2004 | Robert E. Newnham                                   | Электротехника                    | Оригинальный текст (англ.)for his invention of multiphase piezoelectric transducers and their spatial architecture, which revolutionized the field of acoustic imaging. |
| 2005 | Блэкбёрн, Элизабет                                  | Биология                          | Оригинальный текст (англ.)for her advancements in understanding how the cell preserves the ends of chromosomes—telomeres—while replicating its DNA. Her breakthroughs in understanding the protective role of telomeres have increased our understanding of aging and cancer. |
| 2005 | Aravind K. Joshi                                    | Компьютерные и когнитивные науки  | Оригинальный текст (англ.)for his fundamental contributions to our understanding of how language is represented in the mind, and for developing techniques that enable computers to process efficiently the wide range of human languages. These advances have led to new methods for computer translation. |
| 2005 | Йоитиро Намбу                                       | Физика                            | Оригинальный текст (англ.)for his path-breaking contributions leading to our modern understanding of sub-atomic particles-the Standard Model. His work has revolutionized our ideas about the nature of the most fundamental particles and the space through which they move. |
| 2005 | Peter R. Vail                                       | Науки о Земле и окружающей среде  | Оригинальный текст (англ.)for his pioneering and innovative ideas for using seismic reflections to identify sequences of subsurface rock layers, greatly enhancing exploration for oil-containing rock. He also recognized that similar changes in the rock record appear worldwide and can be attributed to global changes in sea level, thus contributing to greater understanding of the earth’s geological history. |
| 2005 | Эндрю Витерби                                       | Электротехника                    | Оригинальный текст (англ.)for developing an efficient technique, known as the Viterbi Algorithm, that has advanced the design and implementation of modern space and wireless communication systems, including cellular telephony and digital image transmission from the distant reaches of our solar system. In addition, Dr.Viterbi played a leading role in the development of Code Division Multiple Access (CDMA) wireless technology, which allows multiple cellular phones to communicate effectively and simultaneously over a common frequency.   |
| 2006 | Клаф, Рэй Уильям                                    | Инженерное дело                   | Оригинальный текст (англ.)for revolutionizing engineering and scientific computation and engineering design methods through his formulation and development of the finite element method, and for his innovative leadership in applying the method to the field of earthquake engineering with special emphasis on the seismic performance of dams. |
| 2006 | Данишефски, Сэмюэл                                  | Химия                             | Оригинальный текст (англ.)for his achievements in synthetic organic chemistry, particularly for the development of methods for preparing complex substances found in nature, and their emerging applications in the field of cancer treatment. |
| 2006 | Luna B. Leopold M. Gordon Wolman                    | Науки о Земле и окружающей среде  | Оригинальный текст (англ.)for advancing our understanding of how natural and human activities influence landscapes, especially for the first comprehensive explanation of why rivers have different forms and how floodplains develop. Their contributions form the basis of modern water resource management and environmental assessment. |
| 2006 | Норман, Дональд                                     | Компьютерные и когнитивные науки  | Оригинальный текст (англ.)for the development of the field of user-centered design, which utilizes our understanding of how people think to develop technologies designed to be easily usable. |
| 2006 | Fernando Nottebohm                                  | Биология                          | Оригинальный текст (англ.)for his discovery of neuronal replacement in the adult vertebrate brain, and the elaboration of the mechanism and choreography of this phenomenon; and also for showing that neuronal stem cells are the responsible agents, thereby generating a completely new approach to the quest for cures for brain injury and degenerative disease. |
| 2006 | Giacinto Scoles J. Peter Toennies                   | Физика                            | Оригинальный текст (англ.)for the development of new techniques for studying molecules, including unstable species that could not be examined otherwise, by embedding them in extremely small and ultra-cold droplets of helium. Their work also led to a better understanding of the extraordinary properties of superfluid helium, such as its ability to flow without friction. |
| 2007 | Биманн, Клаус                                       | Химия                             | Оригинальный текст (англ.)for his pioneering achievements in developing the chemical analysis tool of mass spectrometry and using it to determine the structure of complex molecules of biological and medical interest. |
| 2007 | Деннард, Роберт                                     | Электротехника                    | Оригинальный текст (англ.)for inventing computer memory circuits called DRAMs that are small, inexpensive, and fast enough to permit powerful, affordable personal computers, and for contributing to the development of the mathematical formula used in shrinking circuits to allow more speed and complexity. |
| 2007 | Merton C. Flemings                                  | Материаловедение                  | Оригинальный текст (англ.)for outstanding contributions to understanding the fundamental and technological aspects of the solidification of metallic alloys, including research leading to the development of a new industry known as semi-solid metalworking. |
| 2007 | Макдональд, Артур Тоцука, Ёдзи                      | Физика                            | Оригинальный текст (англ.)for discovering that the three known types of elementary particles called neutrinos change into one another when traveling over sufficiently long distances, and that neutrinos have mass. |
| 2007 | Скваерс, Стив                                       | Науки о Земле и окружающей среде  | Оригинальный текст (англ.)for the discovery and elucidation of water on Mars through the «robotic geologists» of the Mars Exploration Rovers. Squyres and the MER team produced fundamental insights into the geology and climatology of Mars. These have resulted in major advances in our understanding of the potential for life on other planets and of life’s evolution on Earth. |
| 2007 | Nancy Wexler                                        | Биология                          | Оригинальный текст (англ.)for her vital role in the discovery of the gene responsible for Huntington’s disease. By leading combined efforts in human molecular genetics and neurosciences, Dr. Wexler established a model now used to investigate the genetic basis of inherited diseases. |
| 2008 | Эмброс, Виктор Болкомб, Дэвид Равкан, Гэри          | Биология                          | Оригинальный текст (англ.)for their discovery of small RNAs that turn off genes. Their pioneering work initiated a paradigm shift in our perception of the ways genes are regulated, and this insight is making possible major new genetic tools for basic research, and for improving agriculture and human health. |
| 2008 | Броекер, Уоллес                                     | Науки о Земле и окружающей среде  | Оригинальный текст (англ.)for pioneering research leading to an understanding of the ocean’s influence on climate change. His work led to the successful development of a comprehensive picture of ocean circulation and its role in both past and future environmental change. |
| 2008 | Эшенмозер, Альберт                                  | Химия                             | Оригинальный текст (англ.)for seminal investigations into the origin of nucleic acid structure, which through systematic chemical synthesis have begun to answer the fundamentally important question of why DNA and RNA have the structures they do. |
| 2008 | Джин, Дебора                                        | Физика                            | Оригинальный текст (англ.)for her pioneering investigations of the quantum properties of an ultracold gas of fermionic atoms, atoms that cannot occupy the same quantum state, and in particular for the creation of the first quantized gas of fermionic atoms. |
| 2008 | Перл, Джуда                                         | Компьютерные и когнитивные науки  | Оригинальный текст (англ.)for creating the first general algorithms for computing and reasoning with uncertain evidence, allowing computers to uncover associations and causal connections hidden within millions of observations. His work has had a profound impact on artificial intelligence and statistics, and on the application of these fields to a wide range of problems in science and engineering. |
| 2008 | Arun Phadke James Thorp                             | Электротехника                    | Оригинальный текст (англ.)for pioneering contributions to the development and application of microprocessor controllers in electric power systems. These devices make synchronized measurements to monitor and protect components throughout the power grid, playing a key role in diminishing the frequency and impact of blackouts. |
| 2009 | Байчи, Ружена                                       | Компьютерные и когнитивные науки  | Оригинальный текст (англ.)for contributions to robotics and computer vision, specifically the development of active perception and the creation of methods to improve our understanding of medical images. |
| 2009 | Stephen J. Benkovic                                 | Биология                          | Оригинальный текст (англ.)for his groundbreaking contributions to our mechanistic understanding of enzymes, and for helping to unravel the complexities of the enzymes involved in DNA replication. |
| 2009 | Джон Фредерик Грассл                                | Науки о Земле и окружающей среде  | Оригинальный текст (англ.)for pioneering research leading to our understanding of the unique ecosystems near volcanic vents at the sea floor, the first ever found fueled by chemical energy from the Earth’s interior instead of sunlight. |
| 2009 | Richard J. Robbins                                  | Инженерное дело                   | Оригинальный текст (англ.)for his imagination and skill in developing a hard-rock tunnel boring machine and its associated systems, resulting in a safe, economical, and efficient method for constructing tunnels. |
| 2009 | Уайтсайдс, Джордж                                   | Химия                             | Оригинальный текст (англ.)for his pioneering chemical research in the field of molecular self-assembly and his invention of rapid, innovative techniques for the inexpensive fabrication of ultra-small devices for practical use. |
| 2009 | Лотфи Заде                                          | Электротехника                    | Оригинальный текст (англ.)for his invention and development of the field of fuzzy logic, a mathematical system that captures aspects of the ambiguity of human language and thought, which has solved problems in areas such as artificial intelligence and the automated control of machines. |
| 2010 | Уайнленд, Дэвид Сирак, Хуан Игнасио Цоллер, Петер   | Физика                            | Оригинальный текст (англ.)For their theoretical proposal and experimental realization of the first device that performs elementary computer-logic operations using the quantum properties of individual atoms. |
| 2010 | Гольдвассер, Шафи                                   | Компьютерные и когнитивные науки  | Оригинальный текст (англ.)For her fundamental contributions to the theoretical foundation of modern cryptography, which led to techniques that can guarantee secure access to the internet. |
| 2010 | Питер Ноуэлл                                        | Биология                          | Оригинальный текст (англ.)For the discovery that alterations to chromosomes can cause cancer, and further research leading to the development of a therapy that now cures 95 % of individuals with chronic myelogenous leukemia. |
| 2010 | Gerhard M. Sessler James E. West                    | Электротехника                    | Оригинальный текст (англ.)For the invention and development of the first practical electret microphone, which can inexpensively be made small enough to fit into cellular phones, digital cameras, and other portable devices. |
| 2010 | Сполдинг, Брайан                                    | Машиностроение и материаловедение | Оригинальный текст (англ.)For his seminal contributions to the computer modeling of fluid flow, creating the practice of computational fluid dynamics (CFD) in industry, and paving the path for the widespread application of CFD to the design of objects from airplanes to heart valves. |
| 2010 | Джоан Стаб                                          | Химия                             | Оригинальный текст (англ.)For uncovering the intricate processes by which cells safely use free radicals, for developing new cancer treatments, and for improving the production of environmentally-friendly biodegradable polymers. |
| 2011 | John R. Anderson                                    | Компьютерные и когнитивные науки  | Оригинальный текст (англ.)For the development of the first large-scale computational theory of the process by which humans perceive, learn and reason, and its application to computer tutoring systems. |
| 2011 | Джиллиан Бэнфилд                                    | Науки о Земле и окружающей среде  | Оригинальный текст (англ.)For discovering the underlying principles of mineral formation and alteration by microbes, which are critical to understanding the form, composition, and distribution of minerals in the presence of living organisms. |
| 2011 | Кабиббо, Никола                                     | Физика                            | Оригинальный текст (англ.)For his fundamental insight into the process by which elementary particles decay through the weak interaction. |
| 2011 | Добеши, Ингрид                                      | Электротехника                    | За фундаментальные открытия в области компактного представления данных, приведших к эффективному сжатию изображений, используемому в цифровой фотографии |
| 2011 | Кеймен, Дин                                         | Машиностроение и материаловедение | Оригинальный текст (англ.)For his resourcefulness and imagination in creating mechanical devices that broadly benefit society and enable people with disabilities to improve their quality of life and health. |
| 2011 | Кирьякос Николау                                    | Химия                             | за достижения в синтетической органической химии, в частности, за разработку методов получения сложных веществ, обнаруженных в природе, которые имеют потенциальное применение в области медицины. |
| 2012 | Владимир Наумович Вапник                            | Компьютерные и когнитивные науки  | За его фундаментальный вклад в наше понимание машинного обучения, которая позволяет компьютерам классифицировать новые данные, основываясь на статистических моделях, полученных из предыдущих примеров, и за его изобретение широко использующихся методов машинного обучения. |
| 2012 | Лонни Томпсон Эллен Мосли-Томпсон                   | Науки о Земле и окружающей среде  | Оригинальный текст (англ.)For their collective studies of ice cores from around the world which have improved the understanding of Earth’s climate history, including the role of the tropics in global climate change. |
| 2012 | Шон Б. Кэрролл                                      | Биология                          | Оригинальный текст (англ.)For proposing and demonstrating that the diversity and multiplicity of animal life is largely due to the different ways that the same genes are regulated rather than to mutation of the genes themselves. |
| 2012 | Jerry Nelson                                        | Электротехника                    | За пионерские вклады в разработку сегментных зеркальных телескопов (англ.). |
| 2012 | Сюняев, Рашид Алиевич                               | Физика                            | За его монументальные вклады в понимание ранней Вселенной и свойств чёрных дыр. |
| 2012 | Zvi Hashin                                          | Машиностроение и материаловедение | Оригинальный текст (англ.)For groundbreaking contributions to the accurate analysis of composite materials, which have enabled practical engineering designs of lightweight composite structures, commonly used today in aerospace, marine, automotive, and civil infrastructure. |
| 2013 | Лабов, Уильям                                       | Компьютерные и когнитивные науки  | Оригинальный текст (англ.)For establishing the cognitive basis of language variation and change through rigorous analysis of linguistic data, and for the study of non-standard dialects with significant social and cultural implications. |
| 2013 | Роберт Бернер                                       | Науки о Земле и окружающей среде  | Оригинальный текст (англ.)For deepening our understanding of the Earth system through studies of the chemistry of geologic processes and their influence on the atmosphere and oceans. |
| 2013 | Йениш, Рудольф                                      | Биология                          | Оригинальный текст (англ.)For discovering heritable controls of gene expression that are independent of the DNA sequence information. These mechanisms affect normal development and diseases, such as cancer, and suggest promising new therapies. |
| 2013 | Jerrold Meinwald                                    | Химия                             | Оригинальный текст (англ.)For his pioneering work leading to the establishment of the field of chemical ecology. His fundamental studies of how chemicals act as repellents and attractants between organisms pave the way for the use of these chemicals in a variety of biomedical, agricultural, forestry and household applications. |
| 2013 | Александр Далгарно                                  | Физика                            | Оригинальный текст (англ.)For his many fundamental contributions to the development of the field of molecular astrophysics, which led to a better understanding of interstellar space, including the giant molecular clouds that are the birthplaces of stars and planets. |
| 2013 | Subra Suresh                                        | Машиностроение и материаловедение | Оригинальный текст (англ.)For outstanding contributions to our understanding of the mechanical behavior of materials in applications ranging from large structures down to the atomic level. This research also showed how deformation of biological cells can be linked to human disease. |
| 2014 | Lisa Tauxe                                          | Науки о Земле и окружающей среде  | Оригинальный текст (англ.)for the development of observational techniques and theoretical models providing an improved understanding of the behavior of, and variations in intensity of, the Earth’s magnetic field through geologic time. |
| 2014 | Франк, Иоахим                                       | Биология                          | Оригинальный текст (англ.)for the development of Cryo-Electron Microscopy, for using this technology to investigate the structure of large organic molecules at high resolution, and for discoveries regarding the mechanism of protein synthesis in cells. |
| 2014 | Кристофер Т. Уолш                                   | Химия                             | За ряд исследований на стыке химии, биологии и медицины, которые вызвали революцию в развитии антибиотиков для лечения различных заболеваний и стали основой для новой отрасли химической биологии. |
| 2014 | Клеппнер, Дэниел                                    | Физика                            | Оригинальный текст (англ.)for many pioneering contributions to discoveries of novel quantum phenomena involving the interaction of atoms with electromagnetic fields and the behavior of atoms at ultra-low temperatures. |
| 2014 | Ali H. Nayfeh                                       | Машиностроение и материаловедение | Оригинальный текст (англ.)for the development of novel methods to model complex engineering systems in structural dynamics, acoustics, fluid mechanics and electromechanical systems. |
| 2014 | Сюнъити Ивасаки Mark Kryder                         | Электротехника                    | Оригинальный текст (англ.)for the development and realization of the system of Perpendicular Magnetic Recording, which has enabled a dramatic increase in the storage capacity of computer-readable media. |
| 2015 | Elissa L. Newport                                   | Компьютерные и когнитивные науки  | Оригинальный текст (англ.)For her contributions to understanding the nature of human language, including the acquisition of spoken and visual language in both typically developing children and those developing in atypical environments; to characterizing critical periods for language learning; and to improving methods for language recovery after damage to the brain. |
| 2015 | Roger F. Harrington                                 | Электротехника                    | Оригинальный текст (англ.)For pioneering an electromagnetic modeling method for accurate simulation, design, and optimization of radio wave antennas and devices, enabling advances in communications, radar imaging, and target recognition. |
| 2015 | Липпард, Стивен                                     | Химия                             | Оригинальный текст (англ.)For his pioneering research on the role of metal atoms in biology and medicine, including the study of platinum anticancer drugs and of the structure and function of an enzyme that allows microbes to live on natural gas. |
| 2015 | Чарльз Кейн Юджин Меле Чжан Шоучэн                  | Физика                            | Оригинальный текст (англ.)For their groundbreaking theoretical contributions leading to the discovery of a new class of materials called topological insulators, and for their prediction of specific compounds exhibiting the novel properties expected of these new materials. |
| 2015 | Корнелия Баргманн                                   | Биология                          | Оригинальный текст (англ.)For her contributions to neurobiology that have led to major discoveries elucidating the relationship between genes, neurons, neural circuits, and behavior. |
| 2015 | Сюкуро Манабэ                                       | Науки о Земле и окружающей среде  | Оригинальный текст (англ.)For his pioneering research on the sensitivity of Earth’s climate to increasing carbon dioxide in the atmosphere and his development of global climate models, which have led to fundamental advances in the understanding of climate variability and to methods for predicting future climate change. |
| 2016 | Yale Patt                                           | Компьютерные и когнитивные науки  | Оригинальный текст (англ.)For his pioneering contributions to the design of modern microprocessors that achieve higher performance by automatically identifying computer instructions that can be performed simultaneously. |
| 2016 | Голомб, Соломон Вольф                               | Электротехника                    | Оригинальный текст (англ.)For pioneering work in space communications and the design of digital spread spectrum signals, transmissions that provide security, interference suppression, and precise location for cryptography; missile guidance; defense, space, and cellular communications; radar; sonar; and GPS. |
| 2016 | Симэн, Надриан                                      | Химия                             | Оригинальный текст (англ.)For his conceptualization and demonstration that DNA can be used as a construction material that can spontaneously form sub-microscopic structures of diverse shapes and functions, with potential applications in disease treatment, mechanics, and computation. |
| 2016 | Шу Цянь                                             | Машиностроение и материаловедение | Оригинальный текст (англ.)For contributions to the understanding of the physics of blood flow and for applying this knowledge to better diagnose cardiovascular disease. |
| 2016 | Лэнджер, Роберт                                     | Биология                          | Оригинальный текст (англ.)For his design and implementation of multiple innovative drug delivery systems, and for his founding work in the field of tissue engineering. As a serial entrepreneur, Dr. Langer established a new paradigm for translating academic ideas into practical products. |
| 2016 | Брайан Атуотер                                      | Науки о Земле и окружающей среде  | Оригинальный текст (англ.)For his pioneering studies of coastal sedimentary records, which revealed a history of great earthquakes and tsunamis in the Pacific Northwest over millennia and led to a vastly improved understanding of these hazards globally. |
| 2017 | Матяшевский, Кшиштоф Mitsuo Sawamoto                | Химия                             | Оригинальный текст (англ.)For their seminal contributions to the development of a new polymerization process involving metal catalysts. This powerful process affords unprecedented control of polymer composition and architecture, making possible new materials including improved composites, coatings, dispersants, and biomedical polymers. |
| 2017 | Michael I. Posner                                   | Компьютерные и когнитивные науки  | Оригинальный текст (англ.)For his central role in establishing the fields of cognitive science and cognitive neuroscience, thus increasing understanding of the human mind and brain through the pioneering use of reaction times and brain imaging in rigorous analyses to characterize attention, individual differences in attention, and both typical and atypical attentional development. |
| 2017 | Холоньяк, Ник                                       | Электротехника                    | Оригинальный текст (англ.)For the development of the first visible (red) laser and LED used in displays and lighting, and the use of various alloys in colored light sources, which led to reduced energy consumption worldwide and contributed to the realization of optical data communications as the backbone of the Internet. |
| 2017 | Douglas C. Wallace                                  | Биология                          | Оригинальный текст (англ.)For demonstrating the maternal inheritance of mitochondrial DNA (mtDNA) in humans, using mtDNA variation to reconstruct ancient human migrations, identifying the first mtDNA mutation associated with an inherited disease, and showing that mutant mtDNA can profoundly affect the nuclear genome, causing complex diseases, thereby leading the way to therapies for those diseases and the aging process. |
| 2017 | Дресселгауз, Милдред                                | Машиностроение и материаловедение | Оригинальный текст (англ.)For her fundamental contributions to the understanding and exploitation of carbon nanomaterials, such as the spheres known as buckminsterfullerenes, the cylindrical pipes called nanotubes, and the single-atom-thick sheets of carbon known as graphene, and for launching the field of low-dimensional thermoelectricity, the direct conversion of heat to electricity. |
| 2017 | Коэн, Марвин                                        | Физика                            | Оригинальный текст (англ.)For making possible atomic-scale calculations of the properties of materials so detailed that new materials and their mechanical, thermal, electrical, and optical properties can be predicted in agreement with experiments. |
| 2018 | Гуденаф, Джон                                       | Химия                             | Оригинальный текст (англ.)For his development of the first practical, rechargeable lithium-ion battery cathode material, lithium cobalt oxide, which has revolutionized lightweight, portable electric power. |
| 2018 | Серф, Винтон Кан, Роберт Эллиот                     | Компьютерные и когнитивные науки  | Оригинальный текст (англ.)for enabling the Internet by developing TCP/IP, the set of methods that allows effective communication between millions of computer networks. |
| 2018 | Susan Trumbore                                      | Науки о Земле и окружающей среде  | Оригинальный текст (англ.)For her pioneering use of radiocarbon measurements in forests and soils to assess the flow of carbon between the biosphere and atmosphere, with implications for the understanding of future climate change. |
| 2018 | Manijeh Razeghi                                     | Электротехника                    | Оригинальный текст (англ.)For the realization of high-power terahertz frequency sources operating at room temperature using specially designed and manufactured semiconductor lasers, which enables a new generation of imagers, chemical/biological sensors, and ultra-broadband wireless communication systems. |
| 2018 | Adrian Bejan                                        | Машиностроение и материаловедение | Оригинальный текст (англ.)For his pioneering interdisciplinary contributions in thermodynamics and convection heat transfer that have improved the performance of engineering systems, and for constructal theory, which predicts natural design and its evolution in engineering, scientific, and social systems. |
| 2018 | Квинн, Хелен                                        | Физика                            | Оригинальный текст (англ.)For her pioneering contributions to the long-term quest for a unified theory of the strong, weak, and electromagnetic interactions of fundamental particles. |